# 瀛州路街道
瀛州路街道，是中华人民共和国河北省沧州市河间市下辖的一个乡镇级行政单位。2016年12月，原瀛洲镇拆分为城垣西路街道和瀛州路街道。

## 行政区划
瀛州路街道下辖以下地区：
世纪阳光社区、恒泰丽景社区、冠捷观邸社区、京南一品社区、恒泰家园社区、园丁社区、天昕苑社区、华府家园社区、华油钻井社区、采油社区、大亮甲牌社区、小亮甲牌社区、角楼社区、东关社区、东关北社区、野场社区、解家洼社区、山张庄社区、樊庄社区、流水套社区、大赵庄社区、左场社区、老林庄社区、林万社区、大张庄社区、于场社区、薛庄社区、沈庄社区、霍家庄社区、西丁坊社区、桂庄社区、小张庄社区、小赵庄社区、门庄社区、吴家庙社区、刘庄社区、十里铺社区、徐家庄社区、戈楼社区、贾庄社区、周庄社区、城上社区等42个社区居民委员会。